# Thézan-des-Corbières
Thézan-des-Corbières  est une commune française située dans l'est du département de l'Aude, en région Occitanie.
Sur le plan historique et culturel, la commune fait partie du massif des Corbières, un chaos calcaire formant la transition entre le Massif central et les Pyrénées. Exposée à un climat méditerranéen, elle est drainée par l'Aussou, le ruisseau de Donos, le ruisseau de la Prade, le ruisseau de Saint-Estève et par divers autres petits cours d'eau. La commune possède un patrimoine naturel remarquable : un site Natura 2000 (les « Corbières orientales ») et six zones naturelles d'intérêt écologique, faunistique et floristique.
Thézan-des-Corbières est une commune rurale qui compte 568 habitants en 2022. Elle fait partie de l'aire d'attraction de Narbonne. Ses habitants sont appelés les Thézanais et Thézanaises.

## Géographie

### Localisation
Thézan-les-Corbières est une commune située dans le Nord-Est du massif des Corbières, à une quinzaine de kilomètres au sud de Lézignan-Corbières.

### Communes limitrophes
Les communes limitrophes sont Boutenac, Coustouge, Fabrezan, Ferrals-les-Corbières, Fontjoncouse, Montséret, Saint-André-de-Roquelongue et Saint-Laurent-de-la-Cabrerisse.
| Fabrezan                       | Ferrals-les-Corbières | Boutenac                   |
| Saint-Laurent-de-la-Cabrerisse | Thézan-des-Corbières  | Montséret                  |
| Coustouge                      | Fontjoncouse          | Saint-André-de-Roquelongue |

### Géologie et relief
Thézan-des-Corbières se situe en zone de sismicité 2 (sismicité faible).

### Voies de communication et transports
La commune de Thézan-les-Corbières est traversée par la route départementale 611 qui relie Fabrezan à Durban-Corbières.

### Hydrographie
La commune est dans la région hydrographique « Côtiers méditerranéens », au sein du bassin hydrographique Rhône-Méditerranée-Corse. Elle est drainée par l'Aussou, le ruisseau de Donos, le ruisseau de la Prade, le ruisseau de Saint-Estève, le ruisseau de la Caune, le ruisseau de Pissadou, le ruisseau des Clauses et le ruisseau du Buis, qui constituent un réseau hydrographique de 26 km de longueur totale,.
L'Aussou, d'une longueur totale de 17,4 km, prend sa source dans la commune et s'écoule vers le nord. Il traverse la commune et se jette dans l'Orbieu à Ornaisons, après avoir traversé 6 communes.

### Climat
Pour des articles plus généraux, voir Climat de l'Occitanie et Climat de l'Aude.
En 2010, le climat de la commune est de type climat méditerranéen franc, selon une étude s'appuyant sur une série de données couvrant la période 1971-2000. En 2020, Météo-France publie une typologie des climats de la France métropolitaine dans laquelle la commune est exposée à un climat méditerranéen et est dans la région climatique Provence, Languedoc-Roussillon, caractérisée par une pluviométrie faible en été, un très bon ensoleillement (2 600 h/an), un été chaud (21,5 °C), un air très sec en été, sec en toutes saisons, des vents forts (fréquence de 40 à 50 % de vents > 5 m/s) et peu de brouillards.
Pour la période 1971-2000, la température annuelle moyenne est de 14,7 °C, avec une amplitude thermique annuelle de 16 °C. Le cumul annuel moyen de précipitations est de 650 mm, avec 6,9 jours de précipitations en janvier et 3 jours en juillet. Pour la période 1991-2020, la température moyenne annuelle observée sur la station météorologique la plus proche, située sur la commune de Lézignan-Corbières à 11 km à vol d'oiseau, est de 15,2 °C et le cumul annuel moyen de précipitations est de 678,7 mm,. Pour l'avenir, les paramètres climatiques de la commune estimés pour 2050 selon différents scénarios d'émission de gaz à effet de serre sont consultables sur un site dédié publié par Météo-France en novembre 2022.

### Milieux naturels et biodiversité

#### Réseau Natura 2000

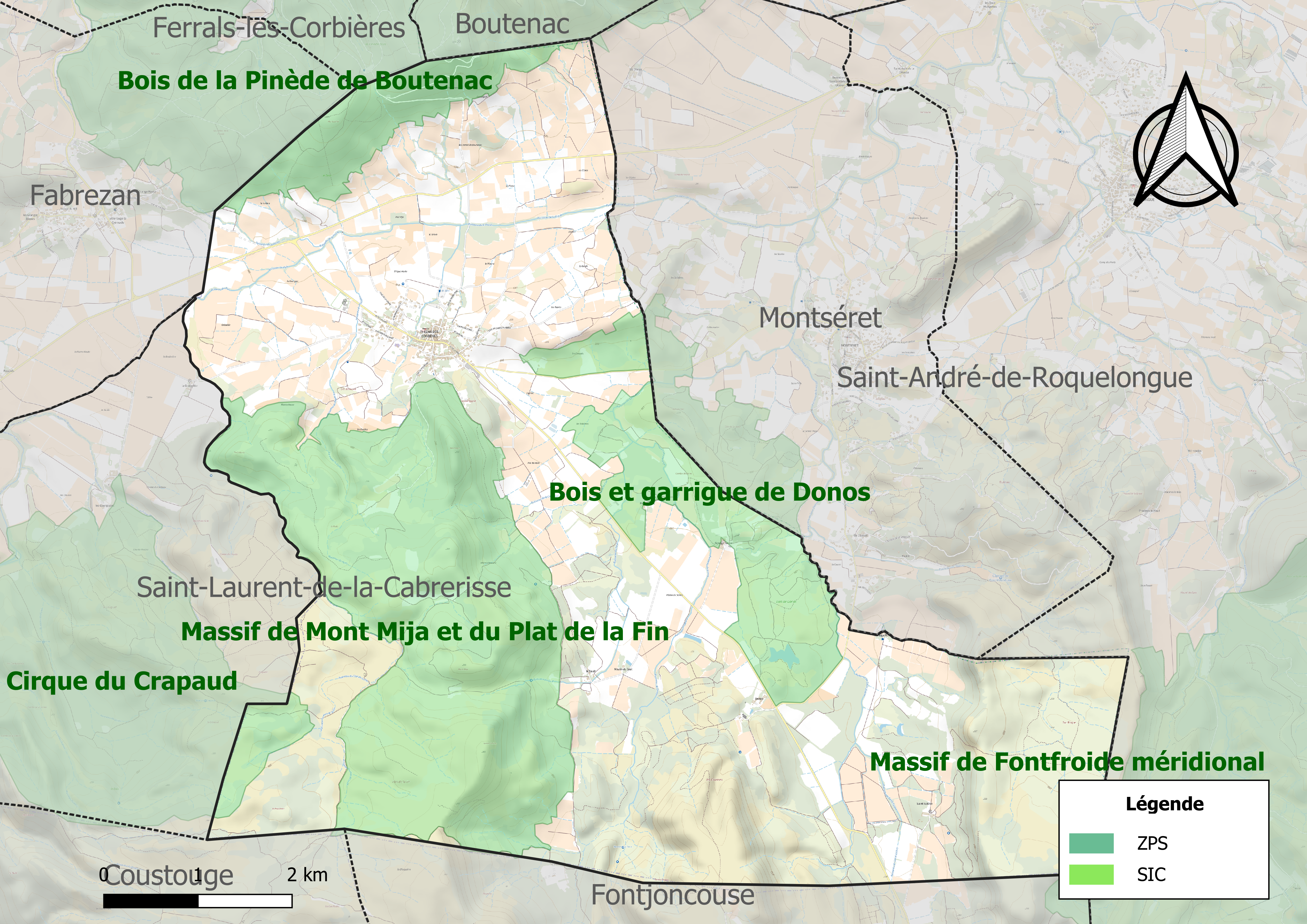
Sites Natura 2000 sur le territoire communal.

Le réseau Natura 2000 est un réseau écologique européen de sites naturels d'intérêt écologique élaboré à partir des directives habitats et oiseaux, constitué de zones spéciales de conservation (ZSC) et de zones de protection spéciale (ZPS).
Un site Natura 2000 a été défini sur la commune au titre  de la directive oiseaux : les « Corbières orientales », d'une superficie de 25 371 ha, correspondant à la partie la plus orientale du massif des Corbières audoises. Ce site inclut, dans sa partie la plus orientale, le couloir de migration majeur du littoral languedocien, d'où la présence régulière d'espèces en étape migratoire.

#### Zones naturelles d'intérêt écologique, faunistique et floristique
L’inventaire des zones naturelles d'intérêt écologique, faunistique et floristique (ZNIEFF) a pour objectif de réaliser une couverture des zones les plus intéressantes sur le plan écologique, essentiellement dans la perspective d’améliorer la connaissance du patrimoine naturel national et de fournir aux différents décideurs un outil d’aide à la prise en compte de l’environnement dans l’aménagement du territoire.
Quatre ZNIEFF de type 1 sont recensées sur la commune :
- le « bois de la Pinède de Boutenac » (1 079 ha), couvrant 5 communes du département[17] ;
- le « bois et garrigue de Donos » (282 ha), couvrant 2 communes du département[18] ;
- le « cirque du Crapaud » (441 ha), couvrant 2 communes du département[19] ;
- le « massif de Mont Mija et du Plat de la Fin » (587 ha)[20] ;

et deux ZNIEFF de type 2, : 
- les « Corbières centrales » (68 810 ha), couvrant 56 communes dont 54 dans l'Aude et 2 dans les Pyrénées-Orientales[21] ;
- le « massif de Fontfroide » (7 712 ha), couvrant 10 communes du département[22].

Carte des ZNIEFF de type 1 et 2 à Thézan-des-Corbières.
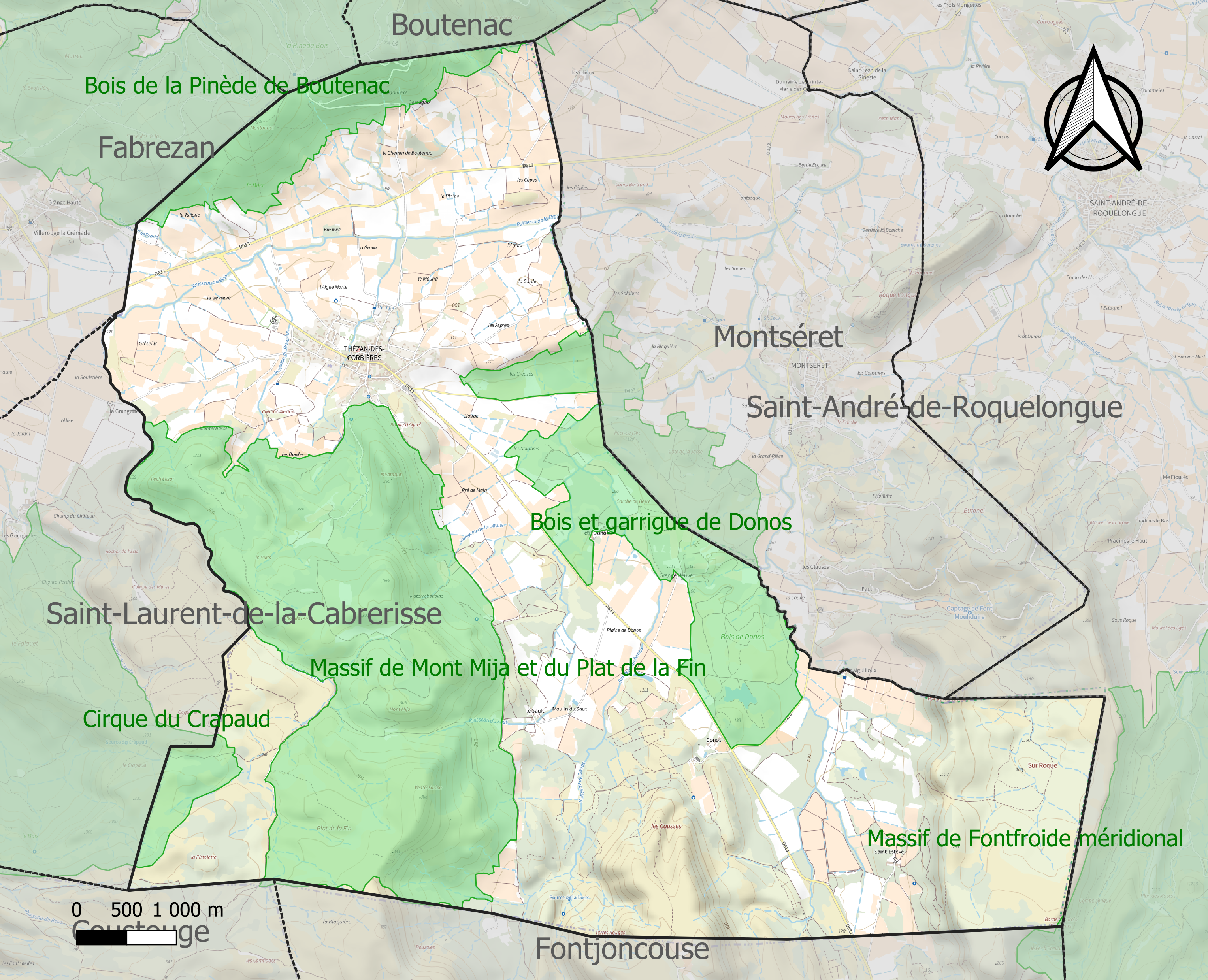
Carte des ZNIEFF de type 1 sur la commune.
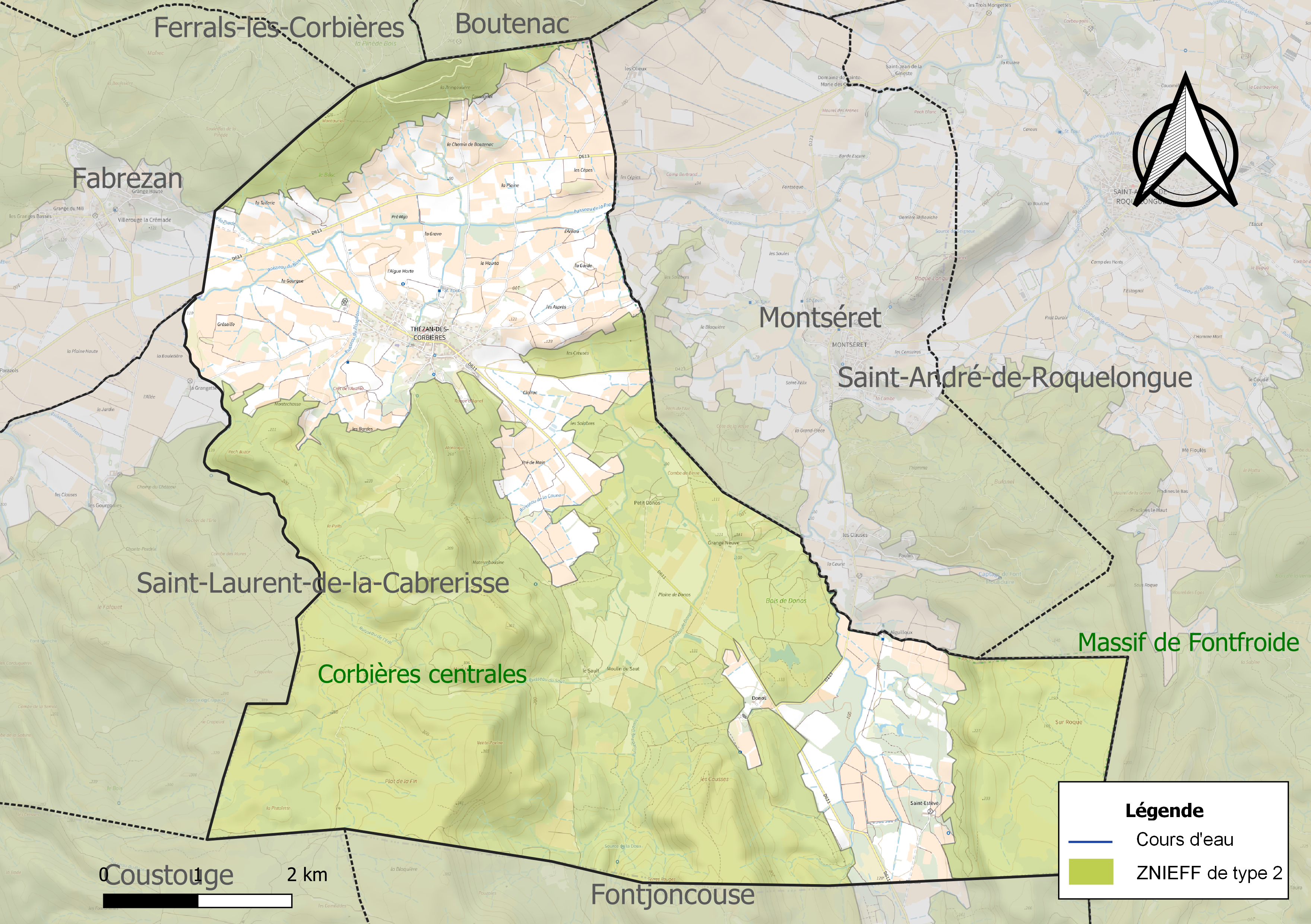
Carte des ZNIEFF de type 2 sur la commune.

## Urbanisme

### Typologie
Au 1er janvier 2024, Thézan-des-Corbières est catégorisée commune rurale à habitat dispersé, selon la nouvelle grille communale de densité à 7 niveaux définie par l'Insee en 2022.
Elle est située hors unité urbaine. Par ailleurs la commune fait partie de l'aire d'attraction de Narbonne, dont elle est une commune de la couronne,. Cette aire, qui regroupe 71 communes, est catégorisée dans les aires de 50 000 à moins de 200 000 habitants,.

### Occupation des sols
L'occupation des sols de la commune, telle qu'elle ressort de la base de données européenne d’occupation biophysique des sols Corine Land Cover (CLC), est marquée par l'importance des forêts et milieux semi-naturels (53,7 % en 2018), une proportion sensiblement équivalente à celle de 1990 (53,3 %). La répartition détaillée en 2018 est la suivante : 
milieux à végétation arbustive et/ou herbacée (42,3 %), cultures permanentes (38,5 %), forêts (11,3 %), zones agricoles hétérogènes (5 %), zones urbanisées (1,7 %), terres arables (1,2 %). L'évolution de l’occupation des sols de la commune et de ses infrastructures peut être observée sur les différentes représentations cartographiques du territoire : la carte de Cassini (XVIIIe siècle), la carte d'état-major (1820-1866) et les cartes ou photos aériennes de l'IGN pour la période actuelle (1950 à aujourd'hui).

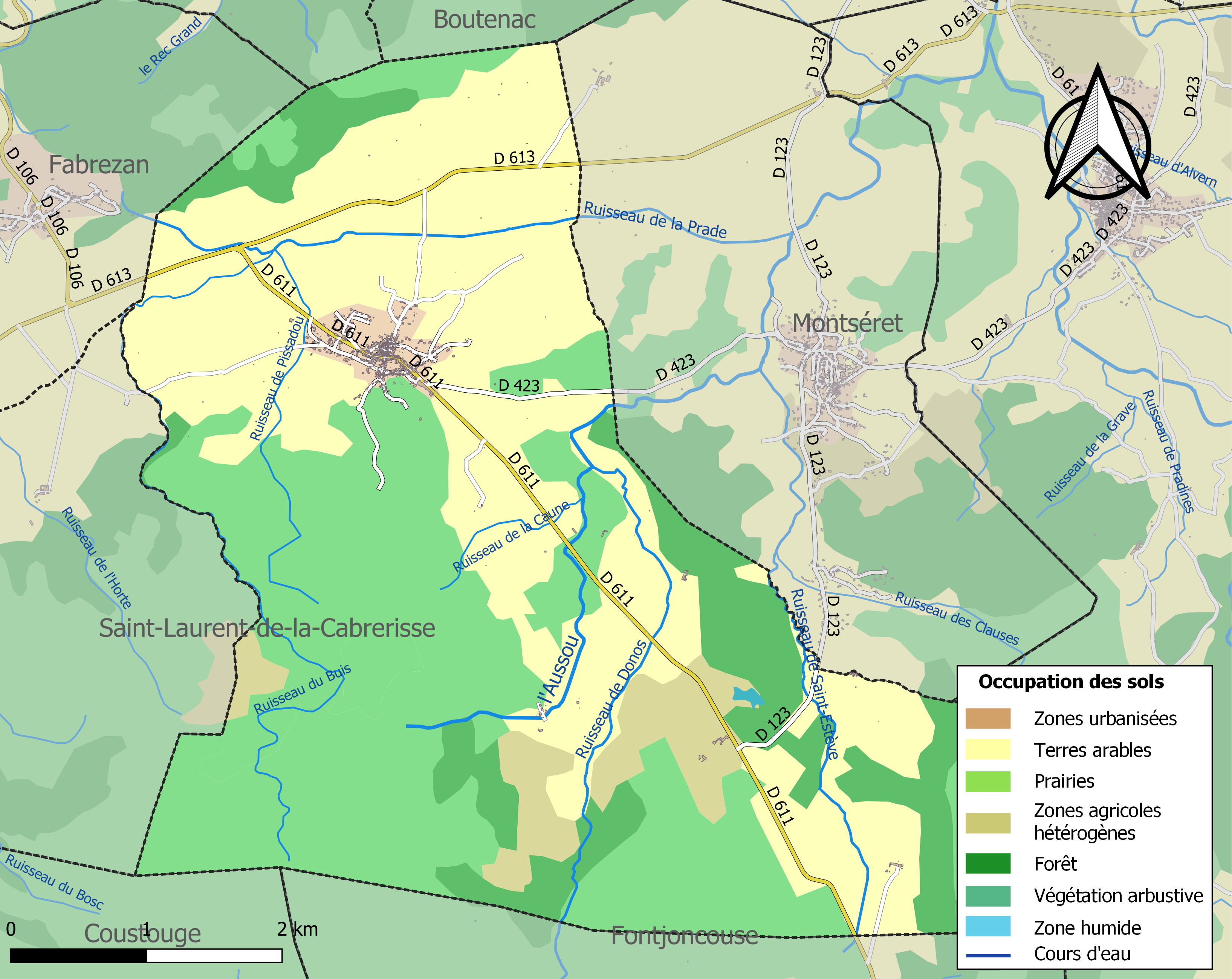
Carte des infrastructures et de l'occupation des sols de la commune en 2018 (CLC).

### Risques majeurs
Le territoire de la commune de Thézan-des-Corbières est vulnérable à différents aléas naturels : météorologiques (tempête, orage, neige, grand froid, canicule ou sécheresse), feux de forêts et séisme (sismicité faible). Un site publié par le BRGM permet d'évaluer simplement et rapidement les risques d'un bien localisé soit par son adresse soit par le numéro de sa parcelle.
Le retrait-gonflement des sols argileux est susceptible d'engendrer des dommages importants aux bâtiments en cas d’alternance de périodes de sécheresse et de pluie. 92,4 % de la superficie communale est en aléa moyen ou fort (75,2 % au niveau départemental et 48,5 % au niveau national). Sur les 376 bâtiments dénombrés sur la commune en 2019, 376 sont en aléa moyen ou fort, soit 100 %, à comparer aux 94 % au niveau départemental et 54 % au niveau national. Une cartographie de l'exposition du territoire national au retrait gonflement des sols argileux est disponible sur le site du BRGM,.

## Toponymie
C'est à un romain nommé Titus que Thézan doit son nom. Dans la région, tous les villages finissant par an ont pour origine le nom du domaine d'un romain. Au cours des siècles le nom actuel de Thézan des Corbières se déclinera sous divers les formes : Villare Tezanno (en 897), Tesa, Tesan, Thézan...
Par décret du 25 novembre 1970, la commune de Thézan est autorisée à s'appeler Thézan-des-Corbières.

## Politique et administration

### Liste des maires
| Période                                  | Période      | Identité        | Étiquette | Qualité |
| ---------------------------------------- | ------------ | --------------- | --------- | ------- |
| 1853                                     |              | Maurice Ferval  |           |         |
|                                          |              |                 |           |         |
| 1920                                     |              | Lucien Ferran   |           |         |
|                                          |              |                 |           |         |
| mars 2001                                | 2008         | Jacky Marty     |           |         |
| mars 2008                                | 24 mai 2012  | Guy Gout        | DVG       |         |
| juillet 2012                             | mars 2014    | Serge Grenet    |           |         |
| mars 2014                                | 28 juin 2020 | Patrick Dapot   |           |         |
| 28 juin 2020                             | En cours     | Phillippe Puech |           |         |
| Les données manquantes sont à compléter. |              |                 |           |         |

## Population et société

### Démographie
L'évolution du nombre d'habitants est connue à travers les recensements de la population effectués dans la commune depuis 1793. Pour les communes de moins de 10 000 habitants, une enquête de recensement portant sur toute la population est réalisée tous les cinq ans, les populations de référence des années intermédiaires étant quant à elles estimées par interpolation ou extrapolation. Pour la commune, le premier recensement exhaustif entrant dans le cadre du nouveau dispositif a été réalisé en 2008.

En 2022, la commune comptait 568 habitants, en évolution de +5,97 % par rapport à 2016 (Aude : +2,65 %, France hors Mayotte : +2,11 %).
| 1793 | 1800 | 1806 | 1821 | 1831 | 1836 | 1841 | 1846 | 1851 |
| ---- | ---- | ---- | ---- | ---- | ---- | ---- | ---- | ---- |
| 290  | 283  | 315  | 472  | 499  | 501  | 554  | 560  | 515  |

| 1856 | 1861 | 1866 | 1872 | 1876 | 1881  | 1886  | 1891 | 1896 |
| ---- | ---- | ---- | ---- | ---- | ----- | ----- | ---- | ---- |
| 484  | 562  | 635  | 726  | 861  | 1 018 | 1 020 | 906  | 891  |

| 1901 | 1906 | 1911 | 1921 | 1926 | 1931 | 1936 | 1946 | 1954 |
| ---- | ---- | ---- | ---- | ---- | ---- | ---- | ---- | ---- |
| 978  | 934  | 959  | 973  | 870  | 878  | 850  | 717  | 711  |

| 1962 | 1968 | 1975 | 1982 | 1990 | 1999 | 2006 | 2008 | 2013 |
| ---- | ---- | ---- | ---- | ---- | ---- | ---- | ---- | ---- |
| 693  | 633  | 542  | 527  | 514  | 515  | 524  | 525  | 533  |

| 2018 | 2022 | - | - | - | - | - | - | - |
| ---- | ---- | - | - | - | - | - | - | - |
| 552  | 568  | - | - | - | - | - | - | - |

### Sports
Lieu de passage de 12e étape du Tour de France 2008. Samuel Dumoulin (Cofidis) remporte le sprint intermédiaire situé a la sortie du village.

## Économie

### Revenus
En 2018  (données Insee publiées en septembre 2021), la commune compte 252 ménages fiscaux, regroupant 545 personnes. La médiane du revenu disponible par unité de consommation est de 18 460 € (19 240 € dans le département).

### Emploi
| Division       | 2008   | 2013   | 2018   |
| -------------- | ------ | ------ | ------ |
| Commune        | 7,4 %  | 14,3 % | 15,2 % |
| Département    | 10,2 % | 12,8 % | 12,6 % |
| France entière | 8,3 %  | 10 %   | 10 %   |

En 2018, la population âgée de 15 à 64 ans s'élève à 289 personnes, parmi lesquelles on compte 73,7 % d'actifs (58,5 % ayant un emploi et 15,2 % de chômeurs) et 26,3 % d'inactifs,. En  2018, le taux de chômage communal (au sens du recensement) des 15-64 ans est supérieur à celui du département et de la France, alors qu'en 2008 la situation était inverse.
La commune fait partie de la couronne de l'aire d'attraction de Narbonne, du fait qu'au moins 15 % des actifs travaillent dans le pôle,. Elle compte 112 emplois en 2018, contre 127 en 2013 et 127 en 2008. Le nombre d'actifs ayant un emploi résidant dans la commune est de 171, soit un indicateur de concentration d'emploi de 65,6 % et un taux d'activité parmi les 15 ans ou plus de 46,5 %.
Sur ces 171 actifs de 15 ans ou plus ayant un emploi, 49 travaillent dans la commune, soit 29 % des habitants. Pour se rendre au travail, 88,9 % des habitants utilisent un véhicule personnel ou de fonction à quatre roues, 1,2 % les transports en commun, 5,3 % s'y rendent en deux-roues, à vélo ou à pied et 4,7 % n'ont pas besoin de transport (travail au domicile).

### Activités hors agriculture

#### Secteurs d'activités
47 établissements sont implantés  à Thézan-des-Corbières au 31 décembre 2019. Le tableau ci-dessous en détaille le nombre par secteur d'activité et compare les ratios avec ceux du département,.
| Secteur d'activité                                                                                        | Commune | Commune | Département |
| Secteur d'activité                                                                                        | Nombre  | %       | %           |
| --- | ------- | ------- | ----------- |
| Ensemble                                                                                                  | 47      |         |             |
| Industrie manufacturière, industries extractives et autres                                                | 6       | 12,8 %  | (8,8 %)     |
| Construction                                                                                              | 8       | 17 %    | (14 %)      |
| Commerce de gros et de détail, transports, hébergement et restauration                                    | 15      | 31,9 %  | (32,3 %)    |
| Activités immobilières                                                                                    | 2       | 4,3 %   | (5,2 %)     |
| Activités spécialisées, scientifiques et techniques et activités de services administratifs et de soutien | 4       | 8,5 %   | (13,3 %)    |
| Administration publique, enseignement, santé humaine et action sociale                                    | 3       | 6,4 %   | (13,2 %)    |
| Autres activités de services                                                                              | 9       | 19,1 %  | (8,8 %)     |

Le secteur du commerce de gros et de détail, des transports, de l'hébergement et de la restauration est prépondérant sur la commune puisqu'il représente 31,9 % du nombre total d'établissements de la commune (15 sur les 47 entreprises implantées  à Thézan-des-Corbières), contre 32,3 % au niveau départemental.

#### Entreprises
Les deux entreprises ayant leur siège social sur le territoire communal qui génèrent le plus de chiffre d'affaires en 2020 sont : 
- TPRM, travaux de terrassement courants et travaux préparatoires (94 k€) ;
- LP Gestion, services administratifs combinés de bureau (47 k€).

La commune a sur son territoire les appellations qualitatives suivantes : Coteaux-de-cabrerisse, Corbières-boutenac.

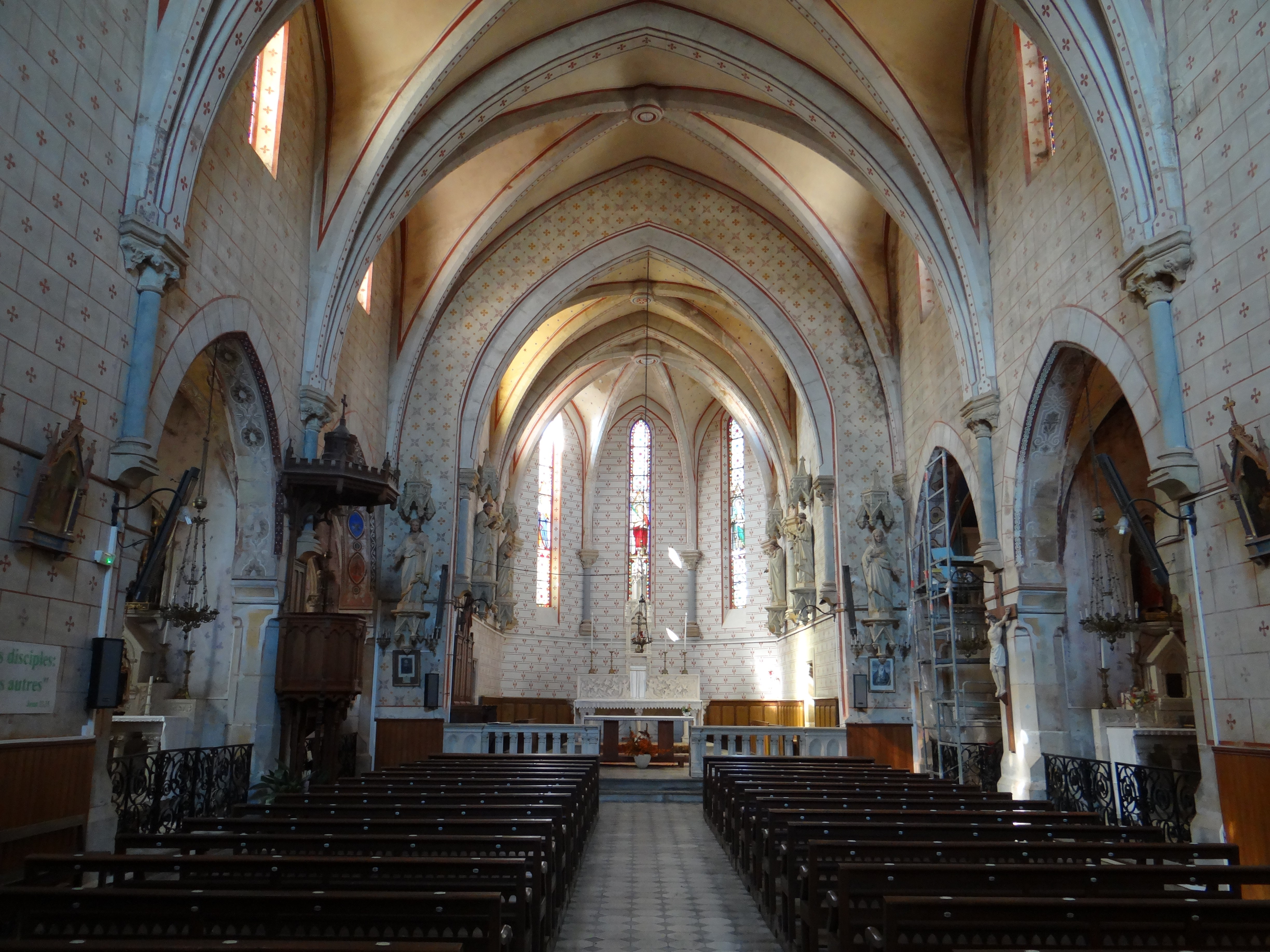
L'intérieur de l'église Sainte-Eulalie.

### Agriculture
La commune est dans la « Région viticole » de l'Aude, une petite région agricole occupant une grande partie centrale du département, également dénommée localement « Corbeilles Minervois et Carcasses-Limouxin ». En 2020, l'orientation technico-économique de l'agriculture  sur la commune est la viticulture.
|               | 1988 | 2000 | 2010 | 2020 |
| ------------- | ---- | ---- | ---- | ---- |
| Exploitations | 81   | 58   | 27   | 31   |
| SAU (ha)      | 815  | 992  | 568  | 712  |

Le nombre d'exploitations agricoles en activité et ayant leur siège dans la commune est passé de 81 lors du recensement agricole de 1988  à 58 en 2000 puis à 27 en 2010 et enfin à 31 en 2020, soit une baisse de 62 % en 32 ans. Le même mouvement est observé à l'échelle du département, qui a perdu pendant cette période 60 % de ses exploitations,. La surface agricole utilisée sur la commune a également diminué, passant de 815 ha en 1988 à 712 ha en 2020. Parallèlement, la surface agricole utilisée moyenne par exploitation a augmenté, passant de 10 à 23 ha.

## Culture locale et patrimoine

### Lieux et monuments
- Château de Donos.
- Nouvelle église Sainte-Eulalie (XIXe siècle).
- Chapelle du château de Donos de Thézan-des-Corbières.

### Personnalités liées à la commune
- Georges Guille (1909-1985) : président du conseil général de l'Aude, député et sénateur de l'Aude, ministre, fut instituteur à Thézan de 1931 à 1941.

### Héraldique
| Blason de Thézan-des-Corbières | Blason  | Écartelé d’or et de gueules.                     |
| Blason de Thézan-des-Corbières | Détails | Le statut officiel du blason reste à déterminer. |